# قبو معركة بريطانيا
قبو معركة بريطانيا هي عبارة عن حصن تحت الأرض تم فيه إيواء مركز عمليات سلاح الجو الملكي البريطاني في أوكسبريدج ، تحت رقم 11 مجموعة سلاح الجو الملكي البريطاني خلال الحرب العالمية الثانية .
تم التحكم في عمليات المطاردة لطائرات سلاح الجو الملكي من هناك طوال الحرب ، ولكن بشكل أكثر تحديدًا خلال معركة بريطانيا ومعركة نورماندي .

مع وجود متحف مُلحق به ، أصبح معلمًا سياحيًا تديره منطقة هيلينجدون بلندن .

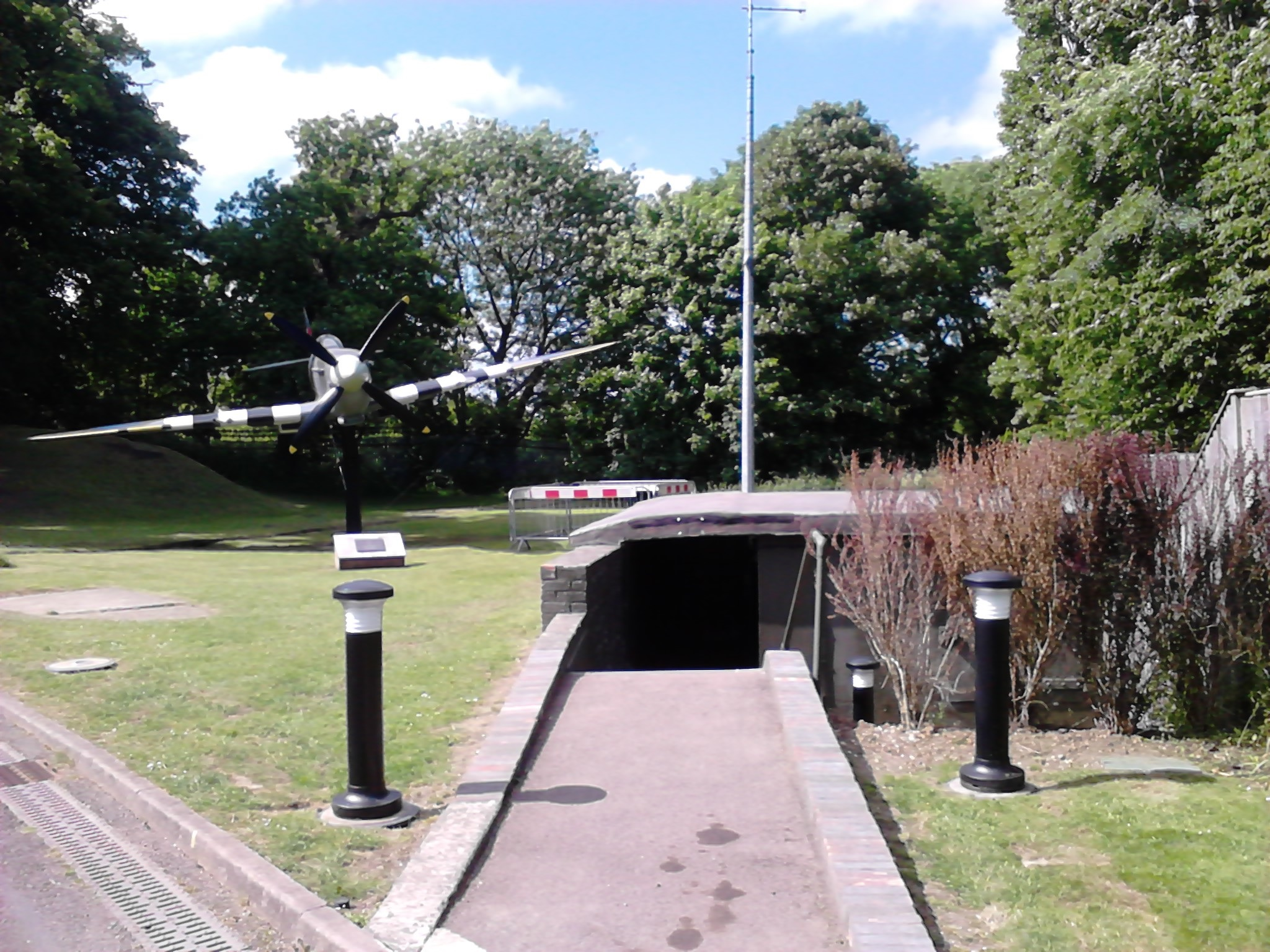
مدخل حديث للقبو.
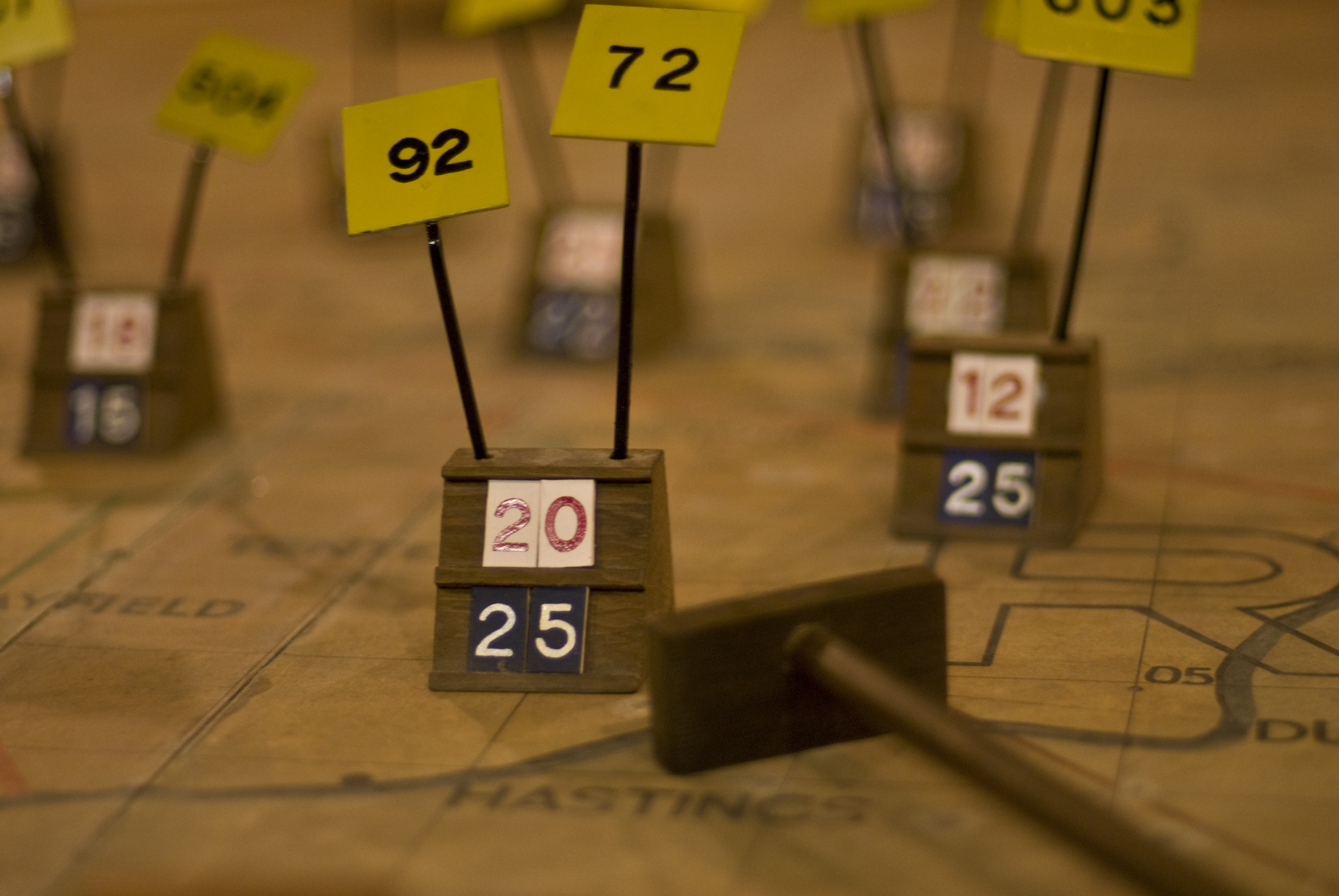
لقطة مقرّبة لبيدق في غرفة العمليات.